# Мороз, Евгений Евдокимович
Евге́ний Евдоки́мович Моро́з (28 июля 1904, Качкаровка, Херсонская губерния — 5 декабря 1970, Калининград) — командир взвода 4-го отдельного танкового батальона 11-й ордена Ленина лёгкой танковой бригады имени комбрига М. П. Яковлева 1-й армейской группы. Подполковник. Герой Советского Союза.

## Биография
Родился 28 июля 1904 года в селе Качкаровка, в крестьянской семье. Украинец. Член ВКП(б)/КПСС с 1931 года. После смерти родителей пас скот у кулаков. Окончил начальную школу. В 1923—26 годах работал в совхозе, молотобойцем в кузнице.
В Красной Армии с 1926 года. По окончании школы младших командиров остался на сверхсрочную военную службу, был командиром бронемашины, старшиной автобронедивизиона. С 1934 года — командир взвода в 1-м механизированном полку и в 5-й танковой бригаде Киевского военного округа.
Участник боёв с японскими милитаристами на реке Халхин-Гол с 5 августа по 16 сентября 1939 года.
Командир взвода 4-го отдельного танкового батальона лейтенант Евгений Мороз отличился в ходе генеральной наступательной операции советско-монгольских войск по окружению и уничтожению японской группировки.
Указом Президиума Верховного Совета СССР от 17 ноября 1939 года за мужество и героизм, проявленные при выполнении воинского и интернационального долга лейтенанту Морозу Евгению Евдокимовичу присвоено звание Героя Советского Союза, с вручением ордена Ленина и медали «Золотая Звезда».
По окончании боёв служил в Забайкальском военном округе командиром танковой роты, заместителем командира и командиром танкового батальона. В 1943 году окончил ускоренный курс Военной академии моторизации и механизации РККА.
С апреля 1943 года Е. Е. Мороз — на фронтах Великой Отечественной войны. Сражался с немецко-фашистскими захватчиками на Западном, 1-м и 2-м Украинских фронтах. Был заместителем командира 154-го танкового полка, командиром 250-го танкового полка 8-й кавалерийской дивизии. 10 сентября 1943 года тяжело ранен и контужен в бою.
После войны, в 1946 году командовал батальоном тяжёлых танков. С 1947 года подполковник Мороз Е. Е. — в запасе, а затем в отставке, инвалид Великой Отечественной войны. Жил в областном центре Калининградской области городе Калининграде, более 20 лет работал обойщиком в автохозяйстве № 1 Калининградского областного автотранспортного управления. Скончался 5 декабря 1970 года.

## Награды
Награждён орденом Ленина, двумя орденами Красного Знамени, орденами Отечественной войны 1-й степени, Красной Звезды, медалями.

## Память
Герой Советского Союза Е. Е. Мороз занесён в Книгу Почёта предприятия, на котором он долгие годы трудился.